# Bractechlamys
Bractechlamys is een geslacht van tweekleppigen uit de  familie van de Pectinidae (mantelschelpen). 

## Soorten
- Bractechlamys adorabilis Dijkstra & Roussy, 1994
- Bractechlamys corallinoides (d'Orbigny, 1840)
- Bractechlamys evecta Iredale, 1939
- Bractechlamys langfordi (Dall, Bartsch & Rehder, 1938)
- Bractechlamys nodulifera (Sowerby II, 1842)
- Bractechlamys oweni (de Gregorio, 1884)
- Bractechlamys vexillum (Reeve, 1853)